# Buen día Uruguay
Buen día Uruguay (en siglas, BDU) fue un magacín televisivo uruguayo emitido por Canal 4 entre 1998 y 2020. Fue presentado en su última etapa por Christian Font y Leonardo Lorenzo, con aportes de Nicolás Núñez y Jimena Sabaris.

## Historia

### Primera etapa (1998-2012)
En su primera época, el programa tuvo 3856 emisiones durante 14 temporadas. Fue concebido como el sucesor del  magazín "Muy buenos días", programa conducido por Verónica Peinado y Patricia Murialdo.
Buen día Uruguay surge en 1998 con la impronta de mantener el formato del magazín tradicional, incluso manteniendo la conducción de Verónica Peinado, e incorporándose Leonardo Lorenzo y Adriana Da Silva, quien en ese entonces estaba encargada de los móviles en exteriores, y Sara Perrone quien tenía un espacio de moda incluso desde el ciclo "Muy Buenos Días". 
En 2002, Verónica Peinado decide alejarse de la conducción, y Adriana Da Silva es la encargada de asumir dicho rol, a los pocos meses después se suma una tercera conductora, Sara Perrone, quien desde 1996 era la columnista de moda en las mañanas del canal. 
En 2011, el programa sufre un cambio de formato muy fuerte, tan así que hasta los propios conductores manifestaron no sentirse tan a gusto con el mismo, a este nuevo formato, se suman dos nuevos conductores, Nicolás Méndez y Marina Aguirre.
En el 2012, debido a un desgaste del programa y al perjuicio económico por la falta de apoyo de la publicidad y el bajo índice de audiencia, el canal decidió quitar el programa del aire, luego de doce años, siendo su  última edición el 28 de diciembre de 2012.

### Segunda etapa (2013-2020)
El 9 de abril de 2013, luego de unos meses del levantamiento del programa, el magazín vuelve a la pantalla de Canal 4, de 8:30 a 11:00 de la mañana, renovando por completo su escenografía y contando con nuevos conductores: Soledad Ortega, Federico Paz y Christian Font. También contando con otros colaboradores como Marianela Lugano con móviles en vivo y Sofía Rodríguez con espacios sobre moda.
En el año 2016, Sofía Rodríguez, quien tenía un espacio de moda, se retira del programa para formar parte de la conducción del reality uruguayo Maybelline Model, emitido por el mismo canal. 
En 2018, específicamente en mayo, el programa comienza media hora antes, empezando a las 08:00 y terminando a las 11:00. En diciembre de ese año, tras el estreno del programa uruguayo Vamo arriba, con Andy Vila, Gastón González y Federico Paz, este último se retira de la conducción del programa, siendo reemplazado por Leonardo Lorenzo, que vuelve al programa luego de seis años. BDU también sufre otros cambios, como en su logo (tras su 20.º aniversario), culmina a las 10:30, suma a Nicolás Núñez, y está más enfocado en las noticias de la actualidad, pero conservando entrevistas, cocina y entretenimiento. En diciembre de ese año, tras los recortes de sueldos y trabajadores en el canal, no le renovaron el contrato a la antigua movilera del magazine Marianela Lugano.
En enero de 2020, Soledad Ortega abandona el programa en busca de nuevos proyectos. En marzo del mismo, se anuncia que el programa finalizará ese mes, y que iba a ser reemplazado por uno nuevo, Buen día, que sería conducido por Claudia García. Finalmente, el 20 de marzo el programa llegó a su fin.

## Equipo

### Conducción
- Verónica Peinado  (1998-2002)
- Leonardo Lorenzo (1998-2012, 2018-2020)
- Adriana Da Silva (2002-2012)
- Sara Perrone (2002-2012)
- Federico Paz (2013-2018)
- Soledad Ortega (2013-2020)
- Christian Font (2013-2020)

### Panelistas
- Nicolás Núñez (2018-2020)
- Leonardo Borges (2019)

### Cocineros
- Hugo Soca (? - 2018)
- Leo Pardo (2002 - 2018)
- Paola Bazzano (2008 - 2018)
- Meria Bernardi (? - 2018)

### Movileros
- Adriana Da Silva (1998-2002)
- Nela Lugano (2013-2018)
- Jimena Sabaris (2018-2020)

## Premios y nominaciones

### Premios Iris
| Año  | Dirigido a       | Categoría                    | Resultado |
| ---- | ---------------- | ---------------------------- | --------- |
| 2012 | Buen día Uruguay | Mejor magazine               | Nominados |
| 2012 | Sara Perrone     | Mejor conductora             | Nominada  |
| 2012 | Leonardo Lorenzo | Mejor conductor              | Nominado  |
| 2012 | Mariana Aguirre  | Revelación                   | Nominada  |
| 2013 | Sara Perrone     | Mejor conductora             | Nominada  |
| 2013 | Leonardo Lorenzo | Mejor conductor              | Nominado  |
| 2014 | Buen día Uruguay | Mejor magazine               | Ganadores |
| 2014 | Soledad Ortega   | Mejor conducción de magazine | Nominada  |
| 2014 | Marianela Lugano | Revelación                   | Nominada  |
| 2016 | Buen día Uruguay | Mejor magazine               | Nominados |
| 2016 | Soledad Ortega   | Mejor conductora             | Nominada  |
| 2017 | Buen día Uruguay | Mejor magazine               | Nominados |
| 2017 | Soledad Ortega   | Mejor conductora             | Nominada  |
| 2017 | Marianela Lugano | Mejor notero/movilero        | Nominada  |
| 2018 | Buen día Uruguay | Mejor magazine               | Nominados |
| 2018 | Soledad Ortega   | Mejor conductora             | Ganadora  |